# Contre-amiral du Royaume-Uni
Pour les articles homonymes, voir contre-amiral.
Le titre de contre-amiral du Royaume-Uni (Rear-Admiral of the United Kingdom) est un titre honorifique conféré à un amiral de la Royal Navy lorsqu'il est proche de la retraite et qu'il n'est plus en service actif. Il est l'adjoint du Vice-amiral du Royaume-Uni (autre titre honorifique).
Il est nommé par le souverain sur proposition du First Sea Lord. Sa nomination est annoncée dans la London Gazette. S'il est censé quitter son poste à 70 ans, certains contre-amiraux du Royaume-Uni restèrent, comme Thomas Cochrane jusqu'à 80 ans.

## Contre-amiraux d'Angleterre
- Arthur Herbert, 1er comte de Torrington 1683–1687
- Sir Richard Strickland 1687–1689?
- Sir Cloudesley Shovell 6 janvier 1705 – 1er mai 1707

## Contre-amiraux de Grande-Bretagne
- Sir Cloudesley Shovell : 1er mai 1707 – 23 octobre 1707
- vacant
- Sir John Leake:  24 mai 1709 – 1er août 1714
- vacant
- Matthew Aylmer, 1er baron Aylmer : 18 mars 1719  – 18 août 1720
- George Byng : octobre 1720 – 17 janvier 1733
- Sir John Jennings : 27 février 1733 – 1743[1]
- Thomas Mathews : 18 février 1743 – 1749[2]
- Sir William Rowley : 4 juillet 1749 – 1763[3]
- Edward Hawke : 4 janvier 1763 – 5 novembre 1765
- Sir Charles Knowles, 1er baronnet : 5 novembre 1765 – octobre 1770
- Francis Holburne : octobre 1770 – 14 juillet 1771
- George Brydges Rodney : 17 août 1771 – 6 novembre 1781
- George Darby : 6 novembre 1781 – 1790
- Alexander Hood (1er vicomte Bridport) : 6 avril 1790 – mars 1796
- Sir William Cornwallis : mars 1796 – 1er janvier 1801

## Contre-amiraux du Royaume-Uni
- Sir William Cornwallis 1er janvier 1801 – 14 mai 1814[4]
- Sir William Young 14 mai 1814 – 18 juillet 1819
- James Saumarez, 1er baron de Saumarez 18 juillet 1819 – 21 novembre 1821[5]
- William Carnegie 21 novembre 1821 – 28 mai 1831[6]
- Sir Thomas Foley 14 juin 1831 – 9 janvier 1833[7]
- Sir George Martin 23 janvier 1833 – avril 1834[8]
- Sir Robert Stopford avril 1834 – 5 mai 1847[9]
- Sir Thomas Byam Martin 5 mai 1847 – 10 août 1847[10]
- Sir George Cockburn, 10e Baronet 10 août 1847 – 19 août 1853[11]
- Sir William Hall Gage 24 octobre 1853 – 6 novembre 1854[12]
- Thomas Cochrane (10e comte de Dundonald), 6 novembre 1854  – 31 octobre 1860[13]
- Sir Graham Eden Hamond, 2nd Baronet 22 novembre 1860 – 5 juin 1862[14]
- Sir Francis William Austen 5 juin 1862 – 11 décembre 1862[15]
- Sir William Parker 11 décembre 1862 – 16 mai 1863[16]
- Sir George Francis Seymour 16 mai 1863 – 23 septembre 1865[17]
- Sir William Bowles 23 septembre 1865 – 26 novembre 1866[18]
- Sir Phipps Hornby 26 novembre 1866 – 19 mars 1867
- Sir Fairfax Moresby 20 avril 1867 – 17 juillet 1869[19]
- Sir Provo Wallis 17 juillet 1869 – 12 février 1870[20]
- Sir William James Hope-Johnstone 12 février 1870 – 11 juillet 1878[21]
- Sir William Fanshawe Marti] 19 septembre 1878 – 24 mars 1895[22]
- abolition temporaire
- Sir Edmund Robert Fremantle 25 juillet 1901 – 31 décembre 1926[23]
- Sir Stanley Cecil James Colville 31 décembre 1926 – 22 mars 1929[24]
- Sir Montague Edward Browning 22 mars 1929 – 13 février 1939[25]
- Sir Hubert George Brand 13 février 1939 – 19 juin 1945[26]
- Sir Percy Lockhart Harnam Noble 19 juin 1945 – 25 juillet 1955[27]
- Sir John Hereward Edelsten 10 octobre 1955 – 12 octobre 1962[28]
- Sir John Peter Lorne Reid 12 octobre 1962 – 11 mars 1966[29]
- Sir Alexander Noel Campbell Bingley 11 mars 1966 – 1972[30]
- Sir Nigel Stuart Henderson 11 janvier 1973 – 12 avril 1976[31]
- Sir John Fitzroy Duyland Bush 29 avril 1976 – 1er août 1979[32]
- Sir William Donough O'Brien 1er août 1979[33] – ?
- Sir Leslie Derek Empson ? – 13 novembre 1986
- Sir Anthony Templer Frederick Griffith Griffin 13 novembre 1986 – 29 octobre 1988[34]
- Sir Anthony Storrs Morton 29 octobre 1988 – 24 novembre 1988[35]
- Sir James Henry Fuller Eberle 24 novembre 1988 – 17 janvier 1994[36]
- Sir Nicholas John Streynsham Hunt 17 janvier 1994 – 6 novembre 1997[37]
- Sir Jeremy Black 6 novembre 1997 – 30 avril 2001[38]
- Sir Kenneth John Eaton 30 avril 2001 (en fonction) [39]